# Johannes Ihler
Johannes Ihler, allgemein Hans Ihler, (* 5. Januar 1899 in Bremen; † 5. August 1976 in Bremen) war ein bremischer Handelslehrer und Politiker (SPD). Er war Mitglied der Bremischen Bürgerschaft.

## Biografie

### Ausbildung und Beruf
Ihler absolvierte eine Ausbildung für die Verwaltung und war dann als Verwaltungsangestellter tätig. Von 1922 bis 1942 war er Verwaltungsleiter der Handelsschule des kaufmännischen Vereins Union von 1801 in Bremen, und er war hier auch nebenamtlicher Lehrbeauftragter. Von 1942 bis 1944 war er außerplanmäßiger Lehrer an der staatlichen Berufsschule für den Großhandel und er vollendete bis 1945 seine Ausbildung zum Handelslehrer. Nach dem Krieg wurde er an der Handelsschule der Kaufmännischen Bildungsanstalt in Bremen weiter beschäftigt.
Er wurde auf dem Friedhof Riensberg in Bremen beerdigt.

### Politik
Ihler beantragte am 9. November 1937 die Aufnahme in die NSDAP und wurde rückwirkend zum 1. Mai desselben Jahres aufgenommen (Mitgliedsnummer 5.633.265).
In April 1948 wurde er im Sammelverfahren aufgrund der Angaben im Meldebogen zunächst als „Mitläufer“ entnazifiziert, nach Berufung dann im August 1948 von der Spruchkammer als „Entlasteter“ eingestuft. Er machte „im Verfahren geltend, dass er immer entschiedener Gegner der Nationalsozialisten gewesen und der Partei nur beigetreten sei, um seine berufliche Stellung zu halten. Dies wird in Zeugenaussagen führender Bremer Sozialdemokraten bestätigt.“
Nach dem Krieg wurde er Mitglied der SPD. Er war Mitglied im SPD-Ortsverein Neue Vahr.
Er war von 1955 bis 1967 (andere Quellen 1963) rund 12 Jahre lang Mitglied der Bremischen Bürgerschaft und in verschiedenen Deputationen der Bürgerschaft tätig.